# Comportament social

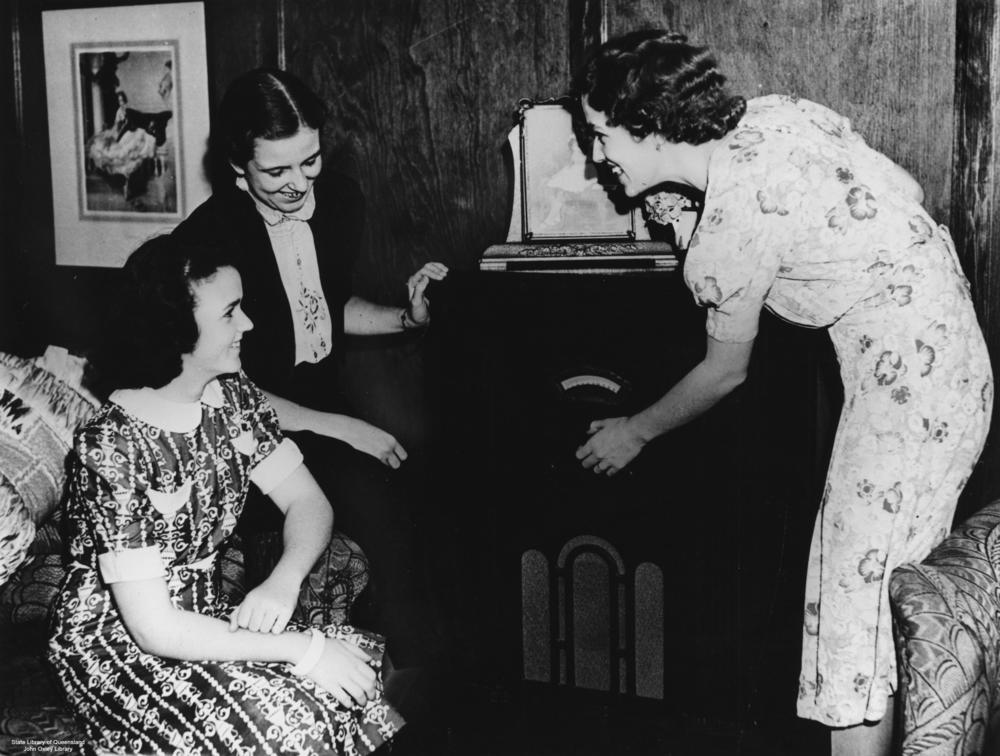
Exemple de comportament social. Brisbane, 1942

Comportament social o conducta social, en biologia, psicologia i sociologia és el comportament o conducta dirigit cap a la societat o que té lloc entre membres de la mateixa espècie (relacions intraespecífiques). Els comportaments o conductes que s'estableixen com a relacions interespecífiques (com la depredació, el parasitisme o la simbiosi) involucren a membres de diferents espècies i, per tant, no es consideren  socials . Mentre molts comportaments socials intraespecífics són part d'una comunicació (comunicació animal) doncs provoquen una resposta, o canvi de comportament del receptor, sense actuar directament sobre ell, la comunicació entre membres de diferents espècies no es considera comportament social. La forma més original del comportament social humà és el llenguatge humà (vegeu llenguatge i llengua natural ).
En sociologia, "comportament" (behavior) significa activitat similar a l'animal, desproveïda de significat social o context social, en contrast amb "comportament social" (social behavior), que en té dos. En una jerarquia sociològica, el comportament social és seguit per l'acció social, que es dirigeix a altres persones i es dissenya per induir una resposta. Més amunt d'aquesta escala ascendent hi ha la interacció social i la relació social.
Com a conclusió, es pot dir que el comportament social és un procés de comunicació i forma part de la socialitat en el seu estadi més desenvolupat.

## Grups orientats per sexe
Entre membres de certes espècies, com simis, èquids, cànids i cetacis, els mascles joves no dominants formen espontàniament bandes (bachelor groups o bachelor bands).